# 大德 (日本)
大德（日语：大徳）是日本飛鳥時代中604年至648年的官位，是冠位十二階的最上位，在小德之上，位極人臣。現存史料記載獲得大德官位者僅三人，分別是境部雄摩侶、小野妹子和大伴咋。